# Молани (Мехединци)
Молани (рум. Molani) насеље је у Румунији у округу Мехединци у општини Бала. Oпштина се налази на надморској висини од 292 m.

## Становништво
Према подацима из 2002. године у насељу је живело 77 становника, од којих су сви румунске националности.